# Orton-on-the-Hill
Orton-on-the-Hill är en by i civil parish Twycross, i distriktet Hinckley and Bosworth, i grevskapet Leicestershire i England. Byn är belägen 14 km från Ashby-de-la-Zouch. Orton on the Hill var en civil parish fram till 1935 när blev den en del av Twycross. Civil parish hade 191 invånare år 1931. Byn nämndes i Domedagsboken (Domesday Book) år 1086, och kallades då Wortone.